# Ceraeochrysa laufferi
Ceraeochrysa laufferi is een insect uit de familie van de gaasvliegen (Chrysopidae), die tot de orde netvleugeligen (Neuroptera) behoort. 
Ceraeochrysa laufferi is voor het eerst wetenschappelijk beschreven door Navás in 1922.